# Victoria (Entre Ríos)
Pour l’article homonyme, voir Victoria.
Victoria est une ville du sud-ouest de la province argentine d'Entre Ríos. C'est le chef lieu du département de Victoria.

## Description
Elle est située sur la rive orientale du Río Paraná, en face de Rosario, en province de Santa Fe, à laquelle elle est reliée depuis 2003 par le Pont Rosario-Victoria (qui s'étend pendant non moins de 60 km au-dessus de la plaine inondable du Delta du Paraná).
La ville abrite une abbaye (Abadía Los Monjes del Niño Dios), fondée par les moines
Bénédictins qui arrivèrent en 1899.

## Population
Sa population était de 28 495 habitants en 2001 (les victoriense).

## Économie
La région de Victoria est le centre de l'industrie de la pêche et de la commercialisation de très importantes espèces comme le sábalo (Prochilodus lineatus) et le surubi (Pseudoplatystoma). Elle produit 95 % des 27 000 tonnes annuelles de sábalo capturés dans la province. Il y a quelques soucis concernant la surexploitation de cette ressource.

## Tourisme
La ville a une superbe plage, et le fleuve à cet endroit est idéal pour la pratique de sports comme le kayak et le windsurf. La municipalité a juridiction sur 3 700 km2 d'îles et d'îlots sur le Paraná, ce qui lui assure un fameux potentiel touristique. Certaines zones de pêche sont réservées pour la pêche sportive, tandis que d'autres sont protégées.
Chaque année Victoria offre une saison de Carnaval étendue ; en 2005, par exemple, des parades et des danses eurent lieu tous les week-ends de janvier à début mars.
Depuis l'ouverture du grand pont Rosario-Victoria, Victoria a connu une affluence touristique accrue depuis Rosario et sa région.

## Galerie photographique

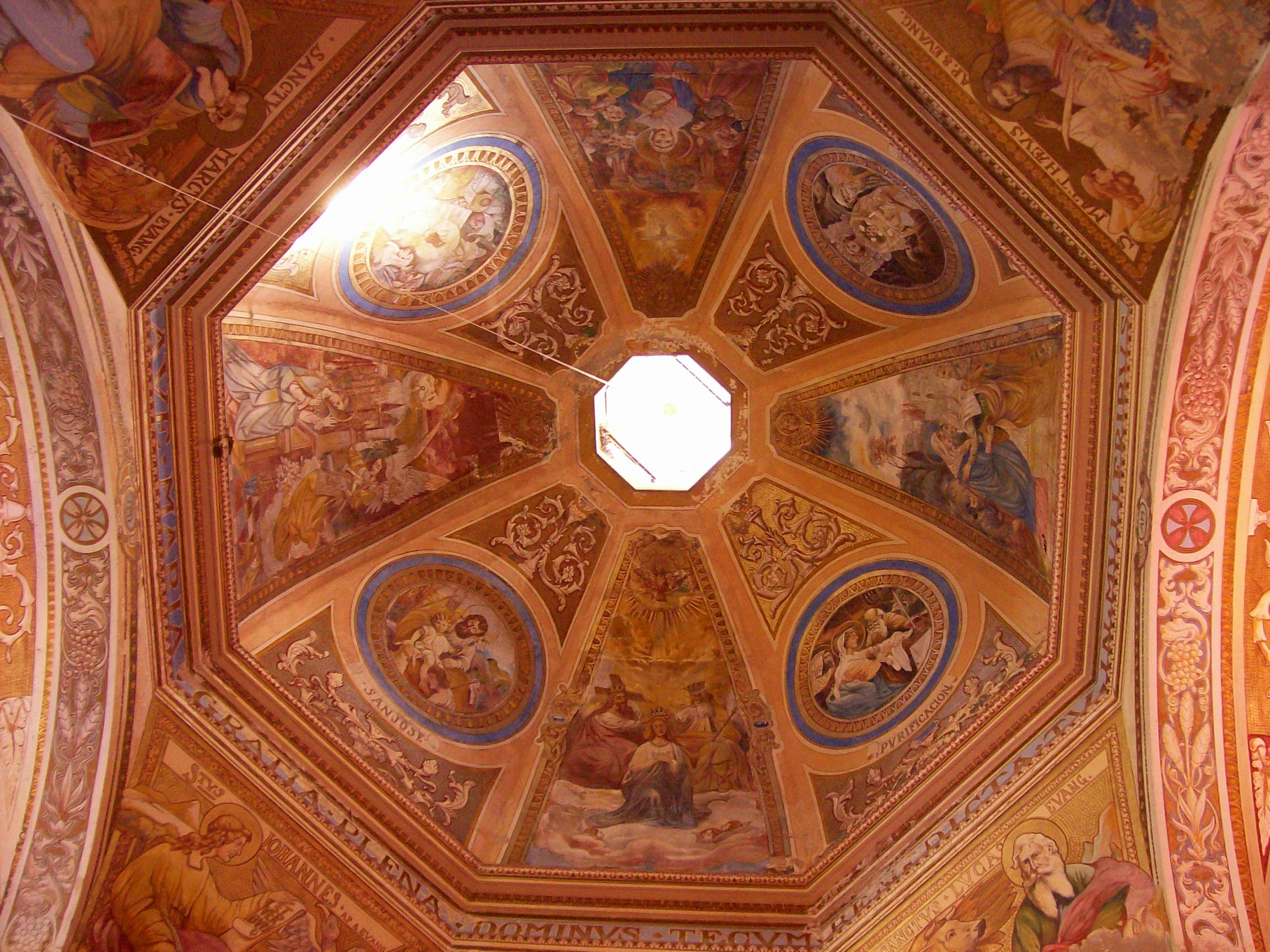
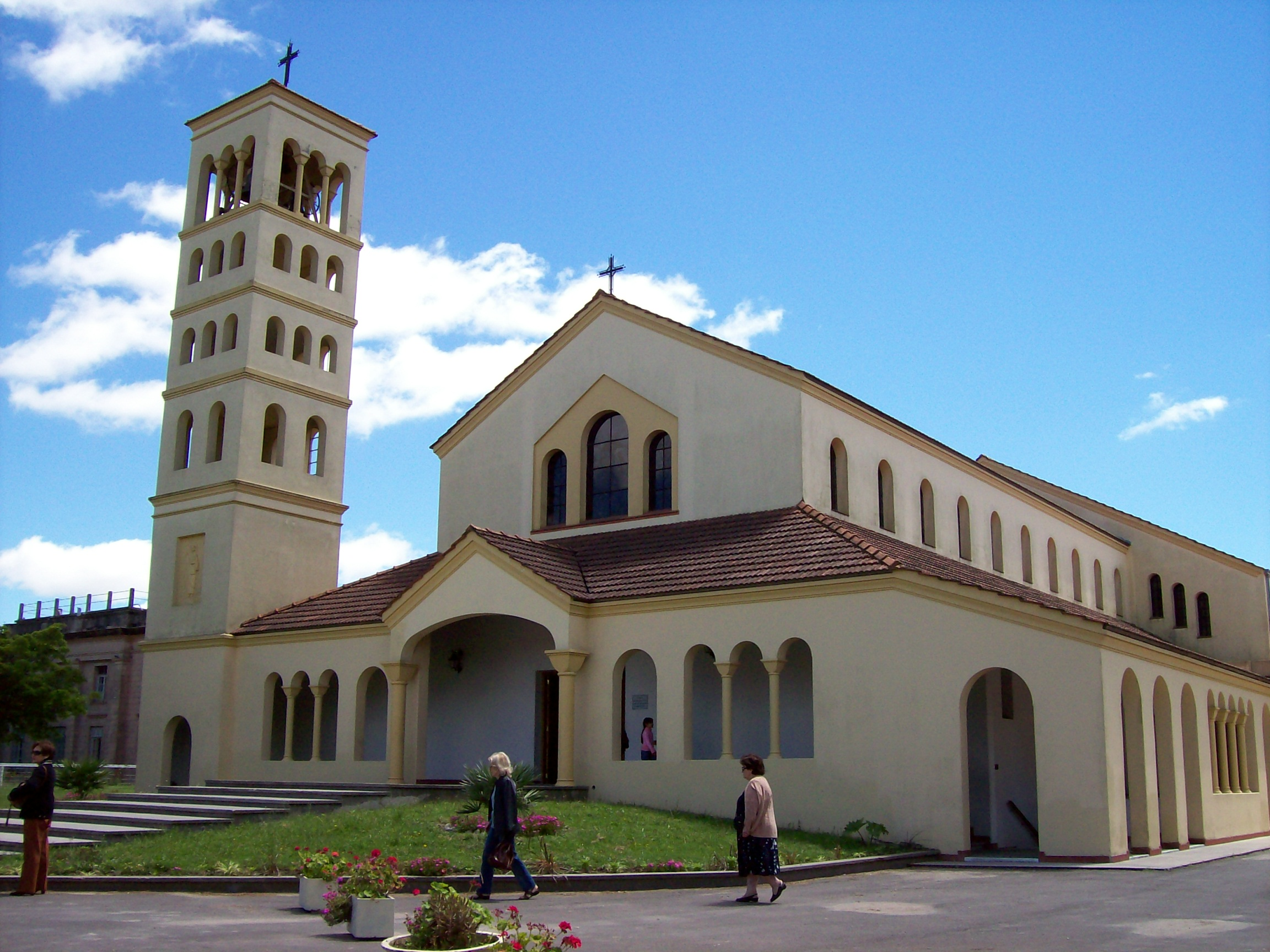
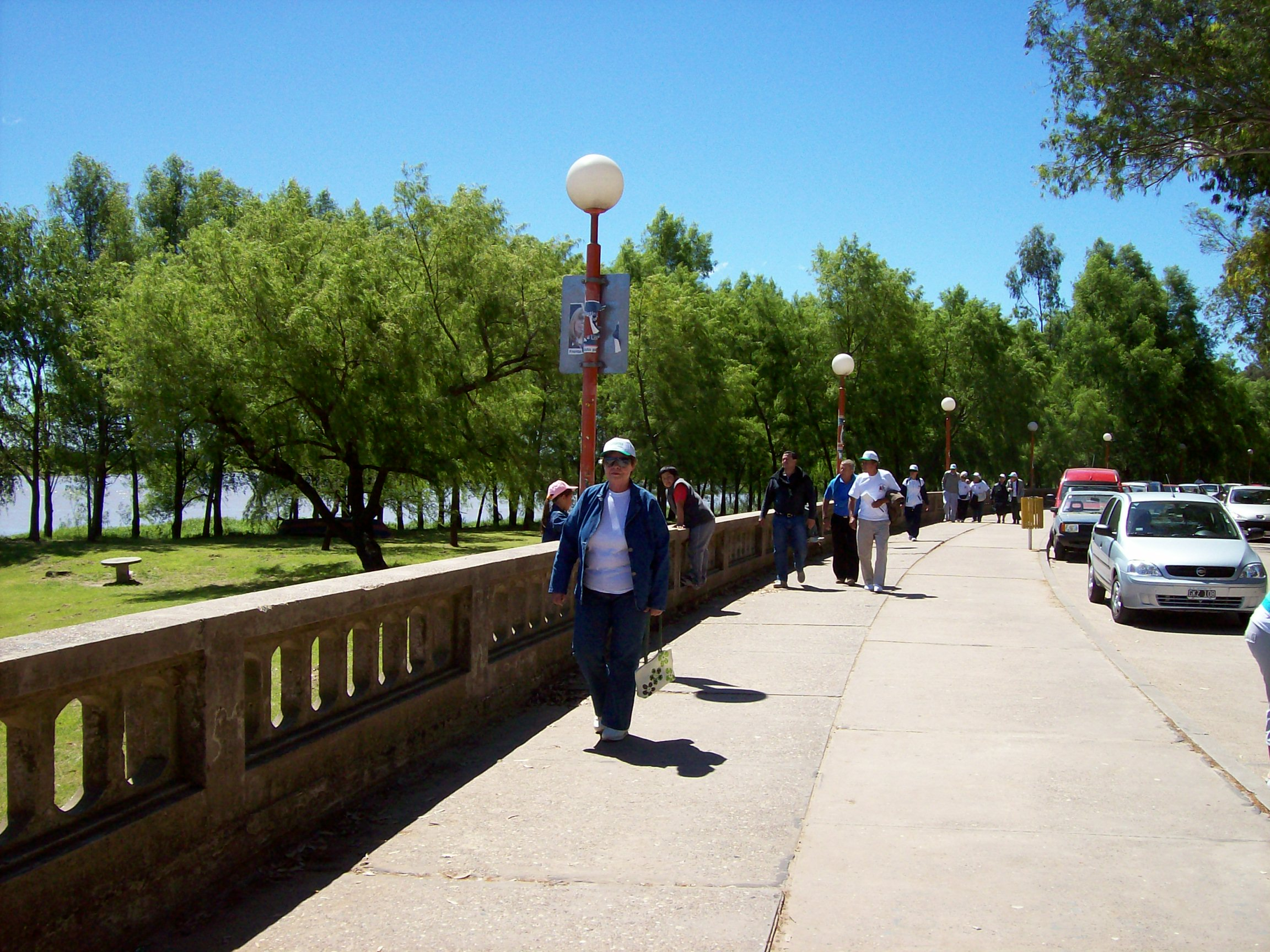